# Elthusa turgidula
Elthusa turgidula är en kräftdjursart som först beskrevs av Hale 1926.  Elthusa turgidula ingår i släktet Elthusa och familjen Cymothoidae. Inga underarter finns listade i Catalogue of Life.